# Julius-Springer-Schule Heidelberg
Die Julius-Springer-Schule ist eine Berufsschule in Heidelberg. Mit mehr als 1500 Schülern im Jahr 2019 zählt sie zu den größten Schulen in Heidelberg. Ihr Namenspatron ist der deutsche Buchhändler und Verleger Julius Springer. Sie wird häufig mit dem Kürzel JSS (Akronym für den Namen der Schule) erwähnt. Sie bietet sowohl Teilzeitunterricht im Rahmen von Ausbildungen an sowie Vollzeitunterricht zur Erlangung einer Fachhochschulreife an. Drei Übungsfirmen und individuelle Förderungen der Schüler ergänzen das Angebot.

## Geschichte
Bis 2017 war die Julius-Springer-Schule in vier Gebäuden in einem Schulkomplex der Südstadt untergebracht: in der Julius-Springer-Schule, in der kaufmännischen Willy-Hellpach-Schule, in der Pestalozzi-Grundschule sowie in den ehemaligen Gebäuden der Hotelfachschule. Zum Schuljahr 2017/18 zog die Schule in die ehemalige Mark Twain School um, die den amerikanischen Streitkräften bis zu ihrem Abzug im Jahre 2013 als Elementary School (Grundschule) und High School gedient hatte.

## Organisation
An der Schule unterrichten 84 Lehrer und vier abgeordnete Lehrer von anderen Schulen, außerdem drei Referendare. An der Schule sind drei Sekretärinnen und ein Hausmeister beschäftigt.

## Schulleben
Die Julius-Springer-Schule bietet Möglichkeiten, verschiedene Abschlüsse und Qualifikationen zu erreichen. In zwölf Ausbildungsberufen mit Teilzeitunterricht und in 8 verschiedenen Arten der Vollzeitschule können Absolventen die Fachhochschulreife erlangen. Für Flüchtlinge gibt es ein Vorqualifizierungsjahr Arbeit/Beruf mit dem Schwerpunkt der Erlangung von Deutschkenntnissen.

## Ausstattung der Schule

### Digitales
Jedes Klassenzimmer verfügt über eine einheitliche Ausstattung mit Breitbandinternetanschluss, einen Computer und einen Beamer mit Leinwand. Als Tafeln werden Whiteboards verwendet. Insgesamt stehen zehn gesonderte Computerräume mit jeweils mindestens 20 Computern für den PC-Unterricht oder für andere Zwecke zur Verfügung.

### Besonderheiten
Die Schule verfügt über naturwissenschaftliche Räume für den Biologie- und den Physikunterricht. In einem Raum verkauft eine „Junioren-Firma“ der Schule nachhaltige Waren.

## Einsatz Digitaler Medien während der COVID-19-Pandemie
Während der COVID-19-Pandemie bemühte sich die Schule innerhalb von weniger als vier Wochen, die Lernplattform Moodle für alle freizuschalten und sukzessive als E-Mail-Ersatz zu verwenden, um mit Lehrern zu kommunizieren und um Lernmaterialien bereitzustellen. Auch nachdem das Land Baden-Württemberg und dessen Ministerium für Kultus, Jugend und Sport wieder Präsenzunterricht erlaubt hatte, verwendeten viele Lehrer die Plattform noch zur Kommunikation und zum Austausch von Lehrmaterialien.

## Persönlichkeiten
- Marcus Zeitler (* 1975), Politiker